# Liga Premier de Afganistán 2014
La Liga Premier de Afganistán 2014 (por motivos de patrocinio llamada Roshan Afghan Premier League) es la tercera edición del torneo desde la suspensión de la Liga de la Ciudad de Kabul, disputada por ocho equipos del 28 de agosto del 2014 hasta el 3 de octubre del 2014. Finalizó campeón el club Shaheen Asmayee.

## Sistema de campeonato
Se disputó una temporada regular de tres fechas distribuidos los ocho clubes en dos grupos de cuatro equipos cada uno, los dos equipos con mayor puntaje en cada grupo clasificaron a la fase de semifinales, enfrentándose en doble partido para definir los finalistas del torneo, entre los dos perdedores de la fase anterior se disputó un partido único para definir tercer y cuarto lugar del torneo. El campeón se definió en un solo partido entre los ganadores de cada llave en la fase de semifinales.

## Equipos participantes
| Club                  | Locación   | Grupo   |
| --------------------- | ---------- | ------- |
| De Spin Ghar Bazan FC | Este       | Grupo A |
| Mawjhai Amu FC        | North-Este | Grupo B |
| Simorgh Alborz FC     | North      | Grupo A |
| Toofaan Harirood FC   | West       | Grupo A |
| De Abasin Sape FC     | South East | Grupo B |
| De Maiwand Atalan FC  | South West | Grupo A |
| Oqaban Hindukush FC   | Center     | Grupo B |
| Shaheen Asmayee FC    | Kabul      | Grupo B |

## Temporada regular
Disputada del 28 de agosto al 19 de septiembre del 2014.

### Grupo A
|  | Pos. | Equipo             |  | PJ | PG | PE | PP | GF | GC | Dif. | Pts. |
|  | ---- | ------------------ |  | -- | -- | -- | -- | -- | -- | ---- | ---- |
|  | 1º   | De Spin Ghar Bazan |  | 3  | 2  | 1  | 0  | 4  | 2  | +2   | 7    |
|  | 2º   | De Maiwand Atalan  |  | 3  | 2  | 0  | 1  | 4  | 2  | +2   | 6    |
|  | 3º   | Toofaan Harirod    |  | 3  | 1  | 1  | 1  | 4  | 3  | +1   | 4    |
|  | 4º   | Simorgh Alborz     |  | 3  | 0  | 0  | 3  | 3  | 8  | -5   | 0    |

| Simorgh Alborz  | 1 : 3 | De Maiwand Atalan  | Nacional de Afganistán | 29 de agosto    | 16:30 |
| Toofaan Harirod | 1 : 1 | De Spin Ghar Bazan | Nacional de Afganistán | 3 de septiembre | 16:30 |

| Simorgh Alborz  | 1 : 2 | De Spin Ghar Bazan | Nacional de Afganistán | 5 de septiembre  | 16:30 |
| Toofaan Harirod | 0 : 1 | De Maiwand Atalan  | Nacional de Afganistán | 11 de septiembre | 16:30 |

| Simorgh Alborz     | 1 : 3 | Toofaan Harirod   | Nacional de Afganistán | 17 de septiembre | 16:30 |
| De Spin Ghar Bazan | 1 : 0 | De Maiwand Atalan | Nacional de Afganistán | 19 de septiembre | 16:30 |

### Grupo B
|  | Pos. | Equipo           |  | PJ | PG | PE | PP | GF | GC | Dif. | Pts. |
|  | ---- | ---------------- |  | -- | -- | -- | -- | -- | -- | ---- | ---- |
|  | 1º   | Oqaban Hindukush |  | 3  | 3  | 0  | 0  | 12 | 4  | +8   | 7    |
|  | 2º   | Shaheen Asmayee  |  | 3  | 2  | 0  | 1  | 10 | 5  | +5   | 6    |
|  | 3º   | Mawjhai Amu      |  | 3  | 1  | 0  | 2  | 2  | 9  | -7   | 3    |
|  | 4º   | De Abasin Sape   |  | 3  | 0  | 0  | 3  | 2  | 12 | -10  | 0    |

| Shaheen Asmayee  | 5 : 1 | De Abasin Sape | Nacional de Afganistán | 28 de agosto | 16:30 |
| Oqaban Hindukush | 5 : 2 | Mawjhai Amu    | Nacional de Afganistán | 30 de agosto | 16:30 |

| Shaheen Asmayee  | 4 : 2 | Mawjhai Amu    | Nacional de Afganistán | 4 de septiembre  | 16:30 |
| Oqaban Hindukush | 5 : 1 | De Abasin Sape | Nacional de Afganistán | 10 de septiembre | 16:30 |

| Shaheen Asmayee | 1 : 2 | Oqaban Hindukush | Nacional de Afganistán | 12 de septiembre | 16:30 |
| Mawjhai Amu     | 2 : 0 | De Abasin Sape   | Nacional de Afganistán | 18 de septiembre | 16:30 |

## Semifinales
Disputada del 22 al 26 de septiembre.
| 22 de septiembre de 2014, 16:00 | Oqaban Hindukush | 1 : 1   | De Maiwand Atalan | Estadio Nacional de Afganistán, Kabul |  |
|                                 |                  | Reporte |                   |                                       |  |

| 25 de septiembre de 2014, 16:30 | De Maiwand Atalan | 1 : 1 (6 : 7 p.) | Oqaban Hindukush | Estadio Nacional de Afganistán, Kabul |  |
|                                 |                   | Reporte          |                  |                                       |  |

| 22 de septiembre de 2014, 16:00 | De Spin Ghar Bazan | 1 : 1   | Shaheen Asmayee | Estadio Nacional de Afganistán, Kabul |  |
|                                 |                    | Reporte |                 |                                       |  |

| 26 de septiembre de 2014, 15:00 | Shaheen Asmayee | 3 : 0   | De Spin Ghar Bazan | Estadio Nacional de Afganistán, Kabul |  |
|                                 |                 | Reporte |                    |                                       |  |

## Tercer lugar
| 2 de octubre de 2014, 15:00 | De Spin Ghar Bazan | 5 : 5 (4 : 2 p.) | De Maiwand Atalan | Estadio Nacional de Afganistán, Kabul |  |
|                             |                    | Reporte          |                   |                                       |  |

## Final
| 3 de octubre de 2014, 5:00 | Shaheen Asmayee | 3 : 2   | Oqaban Hindukush | Estadio Nacional de Afganistán, Kabul |  |
|                            |                 | Reporte |                  |                                       |  |

| Campeón                   |
| Shaheen Asmayee 2º título |